# 毛饰拟剑水蚤
毛饰拟剑水蚤（学名：Paracyclops fimbriatus）为剑水蚤科拟剑水蚤属的动物，是中国的特有物种。分布于日本、印度尼西亚、泰国、缅甸、斯里兰卡、伊朗、以色列、俄罗斯、瑞士、挪威、芬兰、英国、比利时、瑞典、丹麦、波兰、捷克斯洛伐克、南斯拉夫、罗马尼亚、保加利亚、意大利、希腊、非洲、澳大利亚、台湾岛以及中国大陆的广东、广西、福建、云南、贵州、江西、湖北、江苏、陕西、北京、内蒙古、吉林、黑龙江、甘肃、新疆等地，属于典型的底栖性种类。其主要栖息于湖泊的沿岸带及亚沿岸带的植物丛中。